# Кіта-Ібаракі

36°48′7″ пн. ш. 140°45′4″ сх. д. / 36.80194° пн. ш. 140.75111° сх. д.
Кіта́-Ібара́кі (яп. 北茨城市, きたいばらきし, МФА: [ki̥ta ibaɾakʲi̥ ɕi]) — місто в Японії, в префектурі Ібаракі.

## Короткі відомості
Розташоване в північно-східній частині префектури, на березі Тихого океану, в районі затоки Ідзура. Виникло на основі шахтарських поселень на півдні вугільного басейну Дзьобан. Засноване 31 березня 1956 року шляхом об'єднання містечок Ісохара, Оцу та сіл Секінамі, Секімото, Хіраґата, Мінамі-Накаґо. Основою економіки є важка промисловість та рибальство. До середини 20 століття провідними галузями були гірництво і вугільна промисловість. Станом на 1 жовтня 2007 площа міста становила 186,55 км². Станом на 1 серпня 2008 населення міста становило 47 968 осіб.